# Question des écoles du Nouveau-Brunswick
La question des écoles du Nouveau-Brunswick est le nom d'une crise politique et sociale qui secoua le Nouveau-Brunswick et le reste du Canada entre 1871 et 1875.
En 1871, le gouvernement de George E. King présente un projet de loi à l'Assemblée législative du Nouveau-Brunswick, la Common School Act. Cette loi vise à réformer le système d'éducation publique. Le projet de loi est adopté le 5 mai 1871.
Appuyés par les Irlandais de la province, quelques députés et le clergé, les habitants protestent et demandent un réseau d'écoles catholiques. Ils se révoltent contre les partisans de la loi et les marchands anglais. Cela dégénère en des émeutes à Caraquet. La police intervient avec l'aide d'une milice et de l'armée. Il y a deux morts le 27 janvier 1875: John Gifford, un milicien de 22 ans venu de Newcastle, et Louis Mailloux, 17 ans.

## Contexte

### Contexte politique

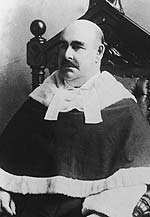
George E. King.

En 1869, le gouvernement de George E. King prépare un projet de loi sur une réforme du système d'éducation mais ce dernier n'est pas présenté à l'Assemblée législative. Le projet de loi est introduit au printemps 1870 mais retiré juste avant l'élection du mois de juin, les principaux journaux catholiques tels que le Moniteur acadien et le Morning Freeman ayant averti leur lecteurs des dangers d'une telle loi. Sa manœuvre porte fruit et son parti est réélu. Il y a eux deux morts.

### Contexte social
Le premier système scolaire publique fut implanté au Nouveau-Brunswick en 1819. Il reprend la méthode du pasteur Andrew Bell, appelée système Madras, où les élèves plus vieux aident les plus jeunes. Ce système permet une faible contribution financière du gouvernement et la gestion est laissée aux communautés. Les communautés acadiennes, isolées, pauvres et sans importante représentation politiques, sont par contre désavantagées par ce système. La population étant constamment endettée auprès des marchands, elle ne se soucie peu de l'éducation. L'éducation est souvent dispensée par des maîtres ambulants. Le gouvernement améliore quelque peu le système d'éducation en 1833 et 1837 mais la première véritable loi scolaire est adoptée en 1847. En 1852, l'Act for the better establishment and maintenance of the Parish School accroit l'aide financière à la construction d'écoles, prévoit l'embauche d'un surintendant provincial et établit un système d'inspection des écoles.

## Déroulement

### La loi 87

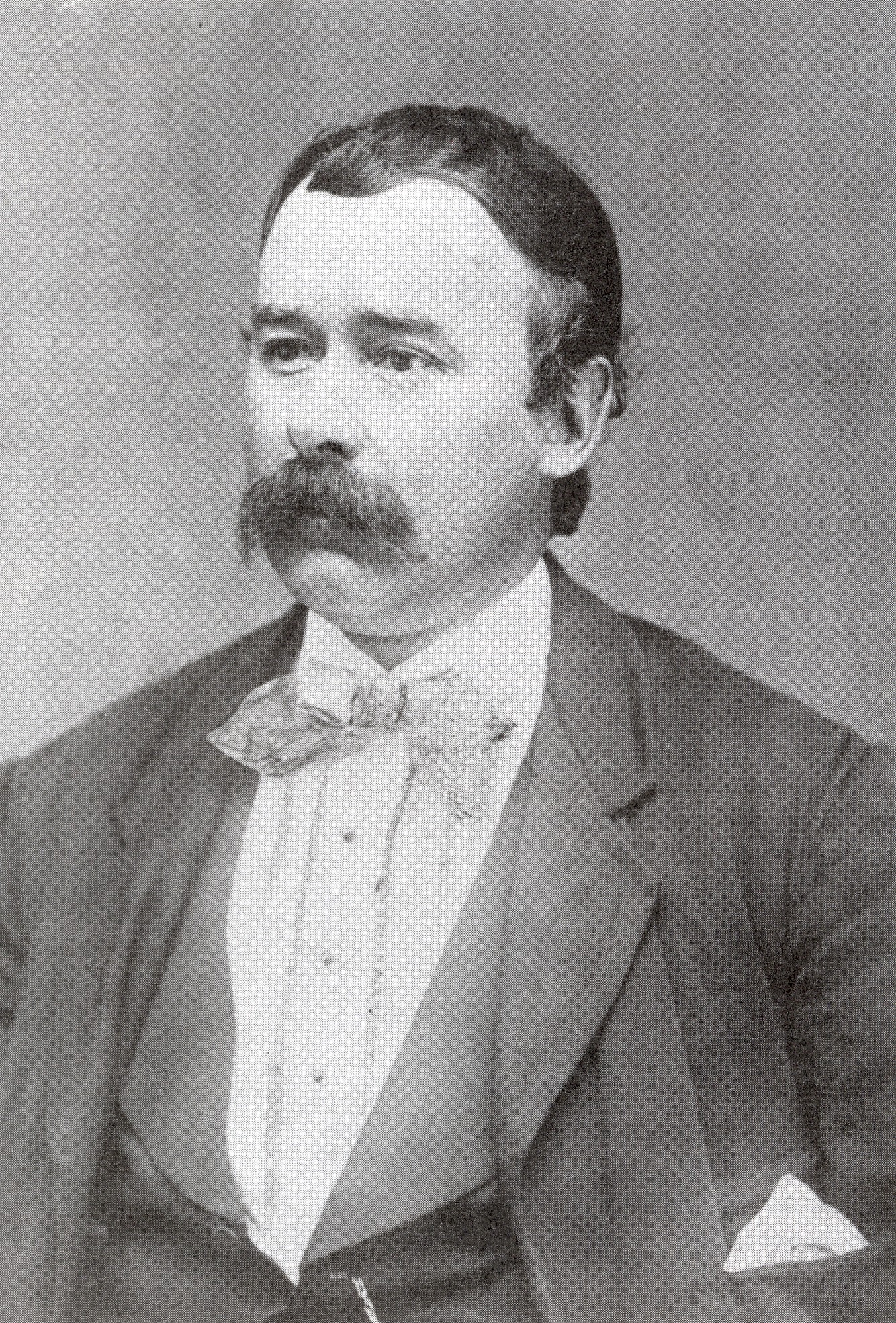
Lévite Thériault

Fort de sa réélection, le gouvernement de George E. King ressort l'idée de sa réforme scolaire. Le 16 février 1871, le discours du trône présenté par le lieutenant-gouverneur Lemuel A. Wilmot déclare que le gouvernement introduira un projet de loi sur une réforme scolaire. Le projet de loi 87 est introduit le 12 avril.
L'annonce consterne les députés catholiques, irlandais et acadiens, du parlement. Ce qui choque le plus est l'article 60, qui stipule que toutes les écoles deviennent non-confessionnelles et surtout l'article 20, qui interdit tout symbole ethnique, politique ou religieux dans la classe, sur un instituteur ou sur un élève.
Bien que les députés protestant soient majoritaires au parlement, King n'est pas assuré du vote de certains d'entre eux et démissionne. Un gouvernement de coalition est ensuite formé, avec le député de York, George Hatheway, comme premier ministre tandis que King conserve le poste de procureur général. Les travaux de l'Assemblée sont alors ajournés, la loi exigeant que le premier ministre soit à nouveau élu par les électeurs de sa circonscription. Hatheway est ainsi réélu le 26 mars 1871.
L'étude du projet de loi 87 commence le 24 avril. Seuls six députés s'y opposent et après plusieurs votes sur les différents articles, le projet est adopté le 5 mai. Deux des quatre députés acadiens, Lévite Thériault, du Victoria, et Antoine Girouard, du Kent, appuient le projet alors que Pierre-Amand Landry et Théotime Blanchard s'y opposent. Le Moniteur acadien traite alors Thériault et Girouard de « traîtres à la nation » alors que Théotime Blanchard est qualifié de « seul Acadien digne de ce nom [...] qui fait honneur à ses principes et ses constituants». Par contre, le slogan « Pas de papisme dans nos écoles » revient sans cesse dans les journaux protestants.
Le projet est ensuite confié au conseil législatif. Pour tenter de calmer la minorité catholique, plusieurs amendements sont alors proposé, sans succès. Lors du vote du 16 mai 1871, McInverney, Harrington, Robinson, Owen, Young et Perley s'y opposent alors que Lewis, Todd, Ryan, Chandler, Jones et Beveridge l'appuient. Le projet est donc adopté et il reçoit la sanction royale par le lieutenant gouverneur lors de la cérémonie de clôture des travaux de l'Assemblée législative, le lendemain 17 mai. Les propos alors tenus par Wilmot, qualifié de baratin par Timothy Anglin, provoquent la minorité catholique. Le 20 mai, les deux camps se qualifient mutuellement d'« ignorants » et de « fanatiques » dans les journaux.